# Ponte das Américas
A Ponte das Américas (chamada de el Puente de las Américas em espanhol e the Bridge of the Americas ou, anteriormente, the Thatcher Ferry Bridge, em inglês) é uma ponte de grande porte localizada no Panamá, na América Central, que se estende da entrada do Oceano Pacífico ao Canal do Panamá. A Ponte das Américas teve a sua construção finalizada em 1962. Ela permaneceu sendo a única conexão entre o norte e o sul do continente americano até 2004, quando foi inaugurada a Ponte Centenária (el Puente Centenário em espanhol, the Centennial Bridge em inglês).

## Descrição

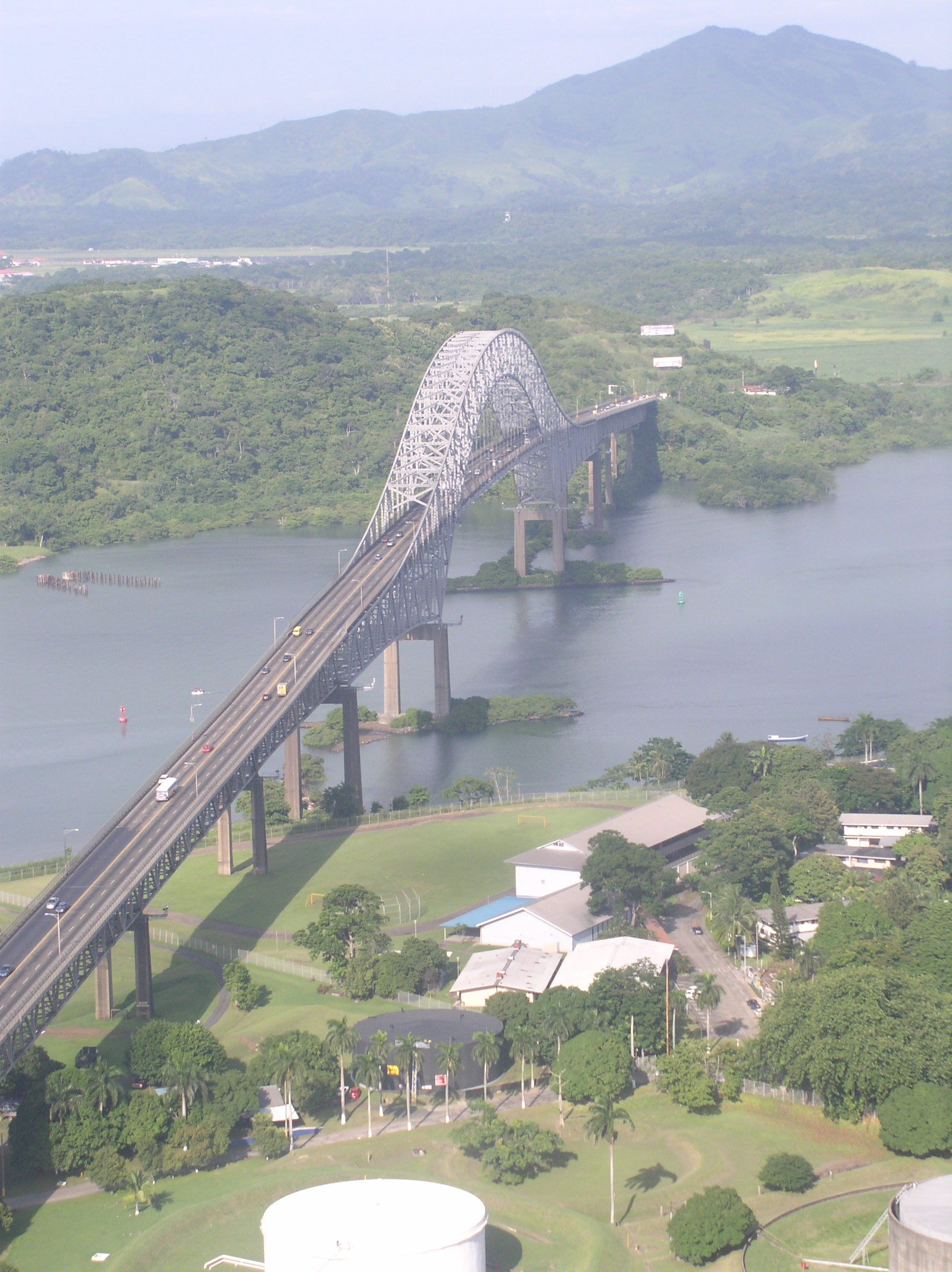
Vista aérea da Ponte das Américas.

A Ponte das Américas atravessa a entrada do Pacífico ao Canal do Panamá na cidade de Balboa, Panamá, sendo que não se encontra muito distante da cidade do Panamá. A construção da Ponte das Américas durou de 1959 a 1962 e foi um projeto dos  Estados Unidos da América.
A ponte é do tipo truss arch (em inglês) ou arco de modillón (em espanhol) e possui um comprimento total de 1654 metros, dividido em 14 segmentos; sendo que o vão central, aquele que fica sobre as águas do canal por onde passam os navios, é o maior de todos, medindo 344 metros. A altura máxima da ponte é de 117 metros acima do nível do mar, e o espaço para a passagem de naves, sob o segmento central da ponte, possui 61,3 metros de altura durante a maré alta. A ponte possui rampas de acesso largas nos seus dois extremos e espaço designado para a passagem de pedestres em seus dois lados.
A Ponte das Américas, desde a sua inauguração, em 1962, até a abertura da Ponte Centenário, em 2004, fez parte da Rodovia Panamericana. Portanto, desde a abertura do Canal do Panamá em 1914, a Ponte das Américas foi a única ligação física entre a América do Sul e a América do Norte. (Duas pequenas pontes provisórias, integradas nas bases e com o suporte das comportas de Gatún e de Miraflores, foram construídas em 1942. No entanto, além de insignificantes, essas estruturas temporárias não podiam ser utilizadas durante a passagem de naves marítimas pelo canal, inviabilizando-as ainda mais).
A Ponte das Américas possui um visual muito impressionante. A vista desde o Iate Clube de Balboa, onde muitas embarcações menores ficam atracadas antes e depois de transitar pelo canal, é realmente muito linda. Muitos navios passam por baixo da ponte tanto durante o dia como durante a noite, seja entrando ou saindo do canal.

## História

### A necessidade de uma ponte
Desde o início do projeto francês de construção de um canal já se sabia que a cidade de Colón e a cidade do Panamá ficariam separadas do resto da república com a construção do novo canal. Esse assunto perdurou até durante o período de construção do canal, quando barcas de transporte foram necessárias para transportar trabalhadores de um lado do canal para o outro.
Uma vez aberto o canal, o aumento do número de automóveis e a construção de uma nova estrada em direção a província de Chiriquí, localizada no lado oeste do Panamá, fizeram com que a necessidade de algum tipo de cruzada fosse ficando mais e mais clara. A Divisão Mecânica do Canal do Panamá (La División Mecánica del Canal de Panamá ou The Panama Canal Mechanical Division) resolveu esse problema em agosto de 1931, tendo comissionado duas barcas de transporte adicionais, batizadas de Presidente Amador e de President Washington. Esse serviço de transporte foi expandido em agosto de 1940, oferecendo embarcações adicionais mas principalmente para servir o pessoal das forças armadas.
Em 31 de junho de 1942 foi inaugurada uma ponte temporária para os caminhos de ferro nas comportas de Miraflores. Muito embora a tal ponte somente só pudesse ser utilizada quando não houvesse navios de passagem pelo canal, a sua construção ajudou a aliviar o tráfego pelo canal. Mesmo assim, estava claro que uma solução mais substancial seria necessária para resolver o crescente ir e vir de pessoas e máquinas de transporte. Em um esforço para amenizar o problema mais imediato do transporte de veículos, mais uma embarcação foi inaugurada no ano de 1942, a Presidente Porras.

### O projeto da ponte
A ideia de se construir uma ponte permanente sobre as águas do canal já havia sido proposta em 1923 como uma prioridade importante. Administrações subsequentes pressionaram os Estados Unidos a responder ao desafio, pois era aquele país que mantinha controle sobre a Zona do Canal. Em 1955 o tratado de Remón-Eisenhower comprometeu os Estados Unidos a construir a ponte.
Um contrato no valor de 20 milhões de dólares foi concedido à empresa estado-unidense John F. Beasly & Company. Uma cerimônia ocorrida no dia 31 de dezembro de 1958 deu início ao projeto, contando com a presença do embaixador dos Estados Unidos, Julian Harrington, e com a presença do presidente do Panamá, Ernesto de la Guardia Navarro. A construção foi iniciada no dia 12 de outubro de 1959 e levou quase dois anos e meio para chegar ao fim.
A inauguração da ponte ocorreu no dia 12 de outubro de 1962 com cerimônia e pompa. O dia começou com um concerto de orquestras das forças armadas e aéreas dos Estados Unidos e com a Guarda Nacional do Panamá. Seguiram-se discursos, orações, música e hinos nacionais das duas nações. Maurice H. Thatcher teve a honra de cortar a fita, logo após todos os presentes receberam permissão para cruzar a ponte. A cerimônia recebeu atenção nacional através de canais de rádio e televisão. Medidas de precaução para o controle das massas não foram levadas ao acaso mas receberam muita atenção e planejamento anterior ao evento.

### Pós-construção
Uma vez dada a sua abertura, a ponte se tornou um segmento impressionante da Rodovia Panamericana e serviu de condução a cerca de nove mil e quinhentos veículos motorizados por dia. No entanto, esse número foi se expandindo com o passar dos tempos e, consequentemente, em 2004 a ponte já estava sendo cruzada por cerca de trinta e cinco mil automóveis por dia. A ponte, portanto, se tornou um ponto de engarrafamento na rodovia. Esse fato foi o motivo que levou as partes envolvidas a construir uma nova ponte com uma capacidade bem maior: A Ponte Centenário. Essa nova ponte passou a fazer parte da Rodovia Panamericana.

## O nome da ponte

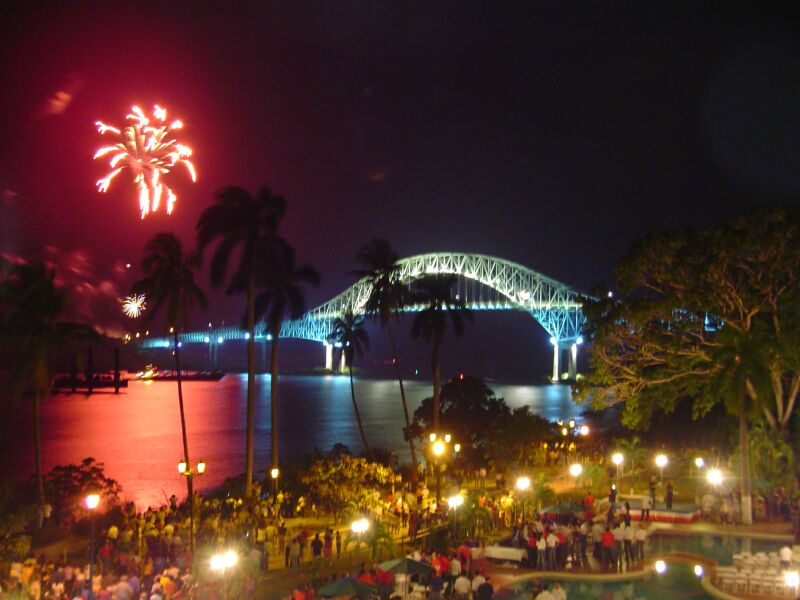
A Ponte das Américas durante a noite.

A ponte era chamada de Thatcher Ferry Bridge originalmente, especialmente pelos estado-unidenses, lembrando a embarcação de transporte (ferry) que costumava atravessar o canal mais ou menos no mesmo local. A barca de transporte, por sua vez,  tinha recebido o seu nome em homenagem a Maurice H. Thatcher, ex-membro da comissão do canal, já que ele havia apresentado oficialmente a legislação necessária para a concretização do projeto da embarcação (ferry) de transporte tão amplamente esperada. Thatcher cortou a fita oficialmente na inauguração da ponte.
O nome Thatcher Ferry Bridge não foi apreciado sem questionamentos pelo governo do Panamá que preferia o nome "el Puente de las Américas". Portanto, seguiu-se uma resolução definitiva da Assembléia Nacional do Panamá, reunida em 2 de outubro de 1962, oficializando o nome da grande ponte preferido pelos panamenhos. Isso ocorreu dez dias antes de inauguração oficial da Ponte das Américas. A dita resolução reza e está registrada como se segue:
El puente sobre el Canal de Panamá llevará el nombre de Puente de las Américas.
En todos los documentos públicos se usará exclusivamente ese nombre para identificar dicho puente.
Los funcionarios al servicio del Estado panameño rechazarán cualquier documento en donde se mencione el puente con nombre distinto al de Puente de las Américas.
Se enviará copia de esta resolución, con nota de estilo a los cuerpos legislativos del mundo, de suerte que a todas las partes se le de al puente el nombre escogido por esta augusta cámara, acatando la voluntad expresa del pueblo panameño.
Dado en la ciudad de Panamá a los dos días del mes de octubre de mil novecientos sesenta y dos. 
El Presidente, Jorge Rubén Rosas
El Secretario, Alberto Arango N.
É interessante notar que, durante a cerimônia de inauguração, o Subsecretário de estado estado-unidense, George W. Bell, declarou em seu discurso: 
"nós podemos olhar para esta ponte hoje e ver um novo e brilhante passo em direção a realização daquele sonho de uma Rodovia Panamericana, que agora já é quase uma realidade. A grandiosa ponte que inauguramos neste dia de hoje - de fato uma ponte das Américas - preenche o último estágio da rodovia dos Estados Unidos ao Panamá" (Tradução livre e não-oficial do original em inglês que diz: "we can look today to this bridge as a new and bright step toward the realization of that dream of a Pan-American Highway, which is now almost a reality. The grand bridge we inaugurate today — truly a bridge of the Americas — completes the last stage of the highway from the United States to Panama").